# Épiais-Rhus
Épiais-Rhus és un municipi francès, situat al departament de Val-d'Oise i a la regió d'Illa de França. L'any 2007 tenia 623 habitants.
Forma part del cantó de Pontoise, del districte de Pontoise i de la Comunitat de comunes Sausseron Impressionnistes.

## Demografia

### Població
El 2007 la població de fet d'Épiais-Rhus era de 623 persones. Hi havia 226 famílies, de les quals 36 eren unipersonals (4 homes vivint sols i 32 dones vivint soles), 59 parelles sense fills, 99 parelles amb fills i 32 famílies monoparentals amb fills.
La població ha evolucionat segons el següent gràfic:
Habitants censats

### Habitatges
El 2007 hi havia 268 habitatges, 230 eren l'habitatge principal de la família, 23 eren segones residències i 15 estaven desocupats. 263 eren cases i 5 eren apartaments. Dels 230 habitatges principals, 209 estaven ocupats pels seus propietaris, 14 estaven llogats i ocupats pels llogaters i 7 estaven cedits a títol gratuït; 2 tenien una cambra, 7 en tenien dues, 18 en tenien tres, 44 en tenien quatre i 159 en tenien cinc o més. 184 habitatges disposaven pel capbaix d'una plaça de pàrquing. A 72 habitatges hi havia un automòbil i a 146 n'hi havia dos o més.

### Piràmide de població
La piràmide de població per edats i sexe el 2009 era:
| Homes | Edats   | Dones |
| ----- | ------- | ----- |
| 0     | 95 o +  | 0     |
| 0     | 90 a 94 | 0     |
| 0     | 85 a 89 | 4     |
| 0     | 80 a 84 | 0     |
| 0     | 75 a 79 | 16    |
| 20    | 70 a 74 | 8     |
| 4     | 65 a 69 | 12    |
| 16    | 60 a 64 | 28    |
| 28    | 55 a 59 | 24    |
| 40    | 50 a 54 | 24    |
| 12    | 45 a 49 | 20    |
| 44    | 40 a 44 | 40    |
| 12    | 35 a 39 | 16    |
| 4     | 30 a 34 | 16    |
| 12    | 25 a 29 | 16    |
| 16    | 20 a 24 | 28    |
| 20    | 15 a 19 | 32    |
| 8     | 10 a 14 | 28    |
| 8     | 5 a 9   | 32    |
| 12    | 0 a 4   | 8     |

## Economia
El 2007 la població en edat de treballar era de 443 persones, 338 eren actives i 105 eren inactives. De les 338 persones actives 314 estaven ocupades (166 homes i 148 dones) i 25 estaven aturades (12 homes i 13 dones). De les 105 persones inactives 36 estaven jubilades, 42 estaven estudiant i 27 estaven classificades com a «altres inactius».

### Ingressos
El 2009 a Épiais-Rhus hi havia 237 unitats fiscals que integraven 656 persones, la mediana anual d'ingressos fiscals per persona era de 27.774 €.

### Activitats econòmiques
Dels 31 establiments que hi havia el 2007, 1 era d'una empresa extractiva, 3 d'empreses de construcció, 4 d'empreses de comerç i reparació d'automòbils, 2 d'empreses de transport, 1 d'una empresa d'informació i comunicació, 6 d'empreses immobiliàries, 10 d'empreses de serveis, 2 d'entitats de l'administració pública i 2 d'empreses classificades com a «altres activitats de serveis».
Dels 5 establiments de servei als particulars que hi havia el 2009, 1 era un taller de reparació d'automòbils i de material agrícola, 1 guixaire pintor, 2 lampisteries i 1 perruqueria.
L'any 2000 a Épiais-Rhus hi havia 5 explotacions agrícoles que ocupaven un total de 490 hectàrees.

## Equipaments sanitaris i escolars
El 2009 hi havia una escola elemental.

## Poblacions més properes
El següent diagrama mostra les poblacions més properes.